# Laclo (Ort, Liurai)
Laclo (Laklo) ist ein osttimoresischer Ort im Suco Liurai (Verwaltungsamt Aileu, Gemeinde Aileu).

## Geographie und Einrichtungen
Durch den Weiler Laklo führt eine Straße, auf einer Meereshöhe knapp unter 1500 m. Der Großteil der Häuser liegt auf der Südseite der Straße und gehört zur Aldeia Laclo. Die Häuser nördlich der Straße liegen in der Aldeia Quirilelo.
Nördlich schließt sich das Dorf Raifusan an Laclo an. Folgt man der Straße zwei Kilometer nach Nordosten kommt man zum Dorf Quirilelo, in dem sich auch die nächstgelegene Grundschule sowie eine Kapelle befinden. Zwei Kilometer südlich von Laclo erreicht man zwei weitere Dörfer der Aldeia Laclo. Eine Abzweigung der Straße nach Westen führt in das etwa sechs Kilometer entfernte Hatulai im Suco Hoholau.